# Famille de Ribes
Pour les articles homonymes, voir Ribes.
La famille de Ribes est une famille de la noblesse française subsistante.

## Histoire
La famille de Ribes est originaire du Languedoc.
Elle a été anoblie par la charge de secrétaire du roi, en 1764.
Elle a été admise en 1952 à l'Association d'entraide de la noblesse française.

## Personnalités
- Jean de Ribes, bourgeois de Toulouse, banquier à Paris, devint en 1764 conseiller-secrétaire du roi, maison et couronne de France en la grande chancellerie. Il mourut en charge en 1781[3].
- Jean de Ribes (1750-1830), son fils, administrateur des domaines du roi Louis XVI, prêta huit cent mille livres à Louis XVI à l'époque de la fuite de Varennes. Émigré, il prit part aux tentatives faites auprès des chefs révolutionnaires pour acheter la liberté de Marie-Antoinette et du jeune Louis XVII. Il fut l'ami du duc de Bourbon[4]. Louis XVIII le fit comte héréditaire par lettres patentes du 16 juillet 1816 et le confirma dans ce titre sur institution d'un majorat, par d'autres lettres patentes, le 29 juillet 1818[5];
- Auguste Jean de Ribes, son fils, 2e comte de Ribes (1787-1843), admis à la succession du majorat et du titre de comte par brevet du 5 mai 1831, brevet confirmé par lettres patentes du 27 septembre 1837, maire de Belle-Église (Oise), où il possédait le château de Saint-Just ;
- Charles de Ribes, son fils, 3e comte de Ribes (1824-1896), confirmé dans le majorat et le titre de comte héréditaire, par arrêté ministériel du 7 avril 1846[6] ;
- Jean de Ribes (1893-1982), 5e comte de Ribes, son petit-fils, chevalier de la Légion d’honneur, croix de guerre 14-18, président de la Société des Bibliophiles François.
- Édouard de Ribes (1923-2013), 6e comte de Ribes, son fils, administrateur de sociétés, marié avec Jacqueline de Beaumont, dite Jacqueline de Ribes, styliste, socialite.
- Jean de Ribes (1952-), 7e comte de Ribes, directeur de cabinet de la présidence de la chaîne de télévision TF1, marié à la journaliste Caroline Pigozzi.

## Alliances
Les principales alliances de la famille de Ribes sont : Ruty, Bonnin de La Bonninière de Beaumont (1948), Le Gras du Luart de Montsaulnin (1988).

## Armes, titre
- Armes : D'azur au chevron d'argent, accompagné en chef de deux tours d'or et en pointe d'un lion rampant d'or tenant de sa patte une épée d'argent[1]

- Titre : Comte le 16 juillet 1816, confirmé le 29 juillet 1818[7]